# Eddie Shack
Edward Steven Phillip "Eddie" Shack, född 11 februari 1937 i Sudbury, Ontario, död 25 juli 2020 i Toronto, Ontario, var en kanadensisk ishockeyspelare.

## Biografi

### Uppväxt, privatliv och bortgång
Shack föddes i Sudbury till föräldrarna Bill och Lena Shack som invandrat till Kanada från Ukraina. Shack missade flera års skolgång  till följd av att han var sjuklig som barn. Eftersom Shack aldrig kunde ta igen de förlorade skolåren var han livet ut en funktionell analfabet.
Efter att Shack lämnade skolan som ung arbetade han i en charketuributik, innan han som 15-åring blev rekryterad till juniorhockeylaget Guelph Biltmore Mad Hatters. Han fortsatte dock att arbeta i butiken utanför hockeysäsongerna.
Shack var gift med Norma Shack, ogift Givens, med vilken han hade två barn.
Som en följd av sin funktionella analfabetism hade Shack ett privat engagemang i frågor om att förbättra läs- och skrivkunnighet hos skolelever. Efter sin hockeykarriär ägnade sig Shaft bland annat åt reklamsamarbeten, var delägare i en golfbana samt ägde en snabbmatskedja för munkar.
Shack avled den 25 juli 2020 på ett sjukhus i Toronto efter att tidigare ha behandlats för strupcancer och sedermera lagts in på en palliativ avdelning.

### Karriär
I sin professionella karriär är Shack känd som ishockeyforward, en position han spelade 17 säsonger i den nordamerikanska ishockeyligan National Hockey League (NHL) som. I NHL spelade han för New York Rangers, Toronto Maple Leafs, Boston Bruins, Los Angeles Kings, Buffalo Sabres och Pittsburgh Penguins.
Under sin karriär samlade Shaft 465 poäng (239 mål och 226 assists) samt drog på sig 1 437 utvisningsminuter på 1 047 grundspelsmatcher.
Han spelade också för Oklahoma City Blazers i Central Hockey League (CHL); Providence Reds, Springfield Indians och Rochester Americans i American Hockey League (AHL) samt Guelph Biltmore Mad Hatters i OHA-Jr.
Shack vann fyra Stanley Cup-titlar med Toronto Maple Leafs för säsongerna 1961–1962, 1962–1963, 1963–1964 och 1966–1967.

## Statistik

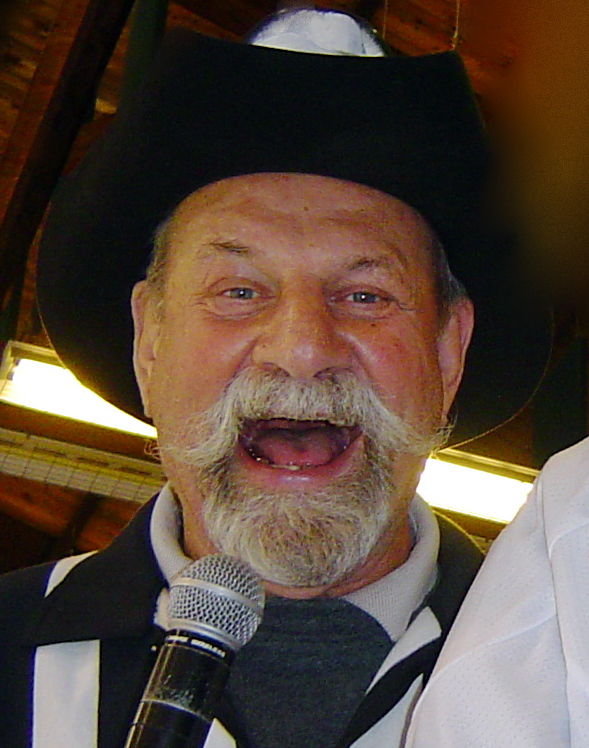
Shack vid ett välgörenhetsevenemang i Prince Albert, Saskatchewan, 2007.

| Källa: Utv = Utvisningsminuter | Källa: Utv = Utvisningsminuter | Källa: Utv = Utvisningsminuter |             | Grundserie  | Grundserie  | Grundserie  | Grundserie  | Grundserie  |             | Slutspel    | Slutspel    | Slutspel    | Slutspel    | Slutspel    |
| Säsong                         | Lag                            | Liga                           | Matcher     | Mål         | Assist      | Poäng       | Utv         | Matcher     | Mål         | Assist      | Poäng       | Utv         |             |             |
| ------------------------------ | ------------------------------ | ------------------------------ | ----------- | ----------- | ----------- | ----------- | ----------- | ----------- | ----------- | ----------- | ----------- | ----------- | ----------- | ----------- |
| 1952–1953                      | Guelph Biltmore Mad Hatters    | OHA-Jr.                        | 21          | 2           | 6           | 8           | 45          | —           | —           | —           | —           | —           |             |             |
| 1953–1954                      | Guelph Biltmore Mad Hatters    | OHA-Jr.                        | 54          | 13          | 9           | 22          | 46          | 1           | 1           | 0           | 1           | 4           |             |             |
| 1954–1955                      | Guelph Biltmore Mad Hatters    | OHA-Jr.                        | 19          | 6           | 7           | 13          | 35          | 2           | 0           | 0           | 0           | 4           |             |             |
| 1955–1956                      | Guelph Biltmore Mad Hatters    | OHA-Jr.                        | 48          | 23          | 49          | 72          | 93          | 3           | 1           | 0           | 1           | 10          |             |             |
| 1956–1957                      | Guelph Biltmore Mad Hatters    | OHA-Jr.                        | 52          | 47          | 57          | 104         | 129         | 10          | 4           | 10          | 14          | 53          |             |             |
| 1957–1958                      | Providence Reds                | AHL                            | 35          | 16          | 18          | 34          | 98          | —           | —           | —           | —           | —           |             |             |
| 1958–1959                      | New York Rangers               | NHL                            | 67          | 7           | 14          | 21          | 109         | —           | —           | —           | —           | —           |             |             |
| 1959–1960                      | New York Rangers               | NHL                            | 62          | 8           | 10          | 18          | 110         | —           | —           | —           | —           | —           |             |             |
|                                | Springfield Indians            | AHL                            | 9           | 3           | 4           | 7           | 10          | —           | —           | —           | —           | —           |             |             |
| 1960–1961                      | New York Rangers               | NHL                            | 12          | 1           | 2           | 3           | 17          | —           | —           | —           | —           | —           |             |             |
|                                | Toronto Maple Leafs            | NHL                            | 55          | 14          | 14          | 28          | 90          | 4           | 0           | 0           | 0           | 2           |             |             |
| 1961–1962                      | Toronto Maple Leafs            | NHL                            | 44          | 7           | 14          | 21          | 62          | 9           | 0           | 0           | 0           | 18          |             |             |
| 1962–1963                      | Toronto Maple Leafs            | NHL                            | 63          | 16          | 9           | 25          | 97          | 10          | 2           | 1           | 3           | 11          |             |             |
| 1963–1964                      | Toronto Maple Leafs            | NHL                            | 64          | 11          | 10          | 21          | 128         | 13          | 0           | 1           | 1           | 25          |             |             |
| 1964–1965                      | Toronto Maple Leafs            | NHL                            | 67          | 5           | 9           | 14          | 68          | 5           | 1           | 0           | 1           | 8           |             |             |
| 1965–1966                      | Toronto Maple Leafs            | NHL                            | 63          | 26          | 17          | 43          | 88          | 4           | 2           | 1           | 3           | 33          |             |             |
|                                | Rochester Americans            | AHL                            | 8           | 3           | 4           | 7           | 12          | —           | —           | —           | —           | —           |             |             |
| 1966–1967                      | Toronto Maple Leafs            | NHL                            | 63          | 11          | 14          | 25          | 58          | 8           | 0           | 0           | 0           | 8           |             |             |
| 1967–1968                      | Boston Bruins                  | NHL                            | 70          | 23          | 19          | 42          | 107         | 4           | 0           | 1           | 1           | 6           |             |             |
| 1968–1969                      | Boston Bruins                  | NHL                            | 50          | 11          | 11          | 22          | 74          | 9           | 0           | 2           | 2           | 23          |             |             |
| 1969–1970                      | Los Angeles Kings              | NHL                            | 73          | 22          | 12          | 34          | 113         | —           | —           | —           | —           | —           |             |             |
| 1970–1971                      | Los Angeles Kings              | NHL                            | 11          | 2           | 2           | 4           | 8           | —           | —           | —           | —           | —           |             |             |
|                                | Buffalo Sabres                 | NHL                            | 56          | 25          | 17          | 42          | 93          | —           | —           | —           | —           | —           |             |             |
| 1971–1972                      | Buffalo Sabres                 | NHL                            | 50          | 11          | 14          | 25          | 34          | —           | —           | —           | —           | —           |             |             |
|                                | Pittsburgh Penguins            | NHL                            | 18          | 5           | 9           | 14          | 12          | 4           | 0           | 1           | 1           | 15          |             |             |
| 1972–1973                      | Pittsburgh Penguins            | NHL                            | 74          | 25          | 20          | 45          | 84          | —           | —           | —           | —           | —           |             |             |
| 1973–1974                      | Toronto Maple Leafs            | NHL                            | 59          | 7           | 8           | 15          | 74          | 4           | 1           | 0           | 1           | 2           |             |             |
| 1974–1975                      | Toronto Maple Leafs            | NHL                            | 26          | 2           | 1           | 3           | 11          | —           | —           | —           | —           | —           |             |             |
|                                | Oklahoma City Blazers          | CHL                            | 8           | 3           | 4           | 7           | 10          | —           | —           | —           | —           | —           |             |             |
| 1975–1976                      | Spelade ej.                    | Spelade ej.                    | Spelade ej. | Spelade ej. | Spelade ej. | Spelade ej. | Spelade ej. | Spelade ej. | Spelade ej. | Spelade ej. | Spelade ej. | Spelade ej. | Spelade ej. | Spelade ej. |
| 1976–1977                      | Whitby Warriors                | OHA-Sr.                        | 9           | 5           | 4           | 9           | 8           | —           | —           | —           | —           | —           |             |             |
| NHL totalt                     | NHL totalt                     | NHL totalt                     | 1047        | 239         | 226         | 465         | 1437        | 74          | 6           | 7           | 13          | 151         |             |             |
| AHL totalt                     | AHL totalt                     | AHL totalt                     | 52          | 22          | 26          | 48          | 120         | —           | —           | —           | —           | —           |             |             |
| OHA-Jr. totalt                 | OHA-Jr. totalt                 | OHA-Jr. totalt                 | 194         | 91          | 128         | 219         | 348         | 16          | 6           | 10          | 16          | 71          |             |             |